# Костел Пресвятої Трійці (Гримайлів)
Костел Пресвятої Трійці в Гримайлові — втрачена культова споруда Римсько-католицької церкви в смт Гримайлові Гримайлівської громади Чортківського району Тернопільської области України.

## Історія
При Гримайлівському замку була каплиця Непорочного Зачаття Пресвятої Діви Марії (кін. XVI — поч. XVII ст.), яку спочатку обслуговував місцевий душпастир. Згодом вона підпорядковувалася парафіям у Скалаті та Глібові. Замок руйнували нападники, але його відновили. Крайня реставрація була здійснена в 1803 році (каплицю перебудували на господарські приміщення, а її вівтар перенесли до костелу в Качанівці). У 1840 році остаточно розібрали замок разом із вежею, в якій була каплиця.
Парафію до Гримайлова повернув місцевий власник Адам Сенявський та додатково фундував її 30 січня 1716 року.
У 1752—1754 роках тривало будівництво костелу за кошти власника містечка Августа Чарторийського та зусиллям (і коштам) настоятеля о. Матея Пашкевича.
17 травня 1827 року відбулася консекрація храму архієпископом Андрій Анквич. Тоді святиня мала сім вівтарів — головний із образами Пресвятої Трійці та Матері Божої Ченстоховської та бічні Святої Родини, святих — Еразма, Матері Божої Непорочної, Яна Непомуцького, Антонія та Христа Розіп'ятого.
У 1904—1905 роках зусиллями настоятеля Олександра Валенти та коштам місцевих власників Пінінських й парафіян костел у Гримайлові було розширено, який 24 вересня 1905 року реконсекрував архієпископ Йосиф Більчевський. У 1911 році розписи інтер'єру святині здійснив львівський художник Юліан Кручковський. Під час Першої світової війни костел мав деякі руйнування певних пошкоджень, які були ліквідовані в 1920-х роках.
1945 року о. Кручкевич виїхав до Польщі разом з частиною костельного майна та парафіян-поляків. У радянський час храм зачинили і почали використовувати його як зерносховище. У 1970—80-х роках костел зруйнували. 12 жовтня 2014 року на місці колишнього римсько-католицького храму освятили капличку Матері Божої.

## Настоятелі
- о. Йосиф Закжевський
- о. Матей Пашкевич
- о. Олександр Валента
- о. Ян Кручкевич (1925—1945)